# Valkyrie (Arbo)
Pour les articles homonymes, voir Valkyrie (homonymie).
Valkyrie est une peinture à l'huile sur toile créée par le peintre norvégien Peter Nicolai Arbo en 1864 ou 1865. Elle représente une Valkyrie légendaire de la mythologie nordique, montée sur un cheval noir volant dans des nuages.
La peinture est conservée au Nationalmuseum de Stockholm.

## Réalisation
La chevauchée des Valkyries dans les nuages a inspiré plusieurs artistes, dont le peintre norvégien Peter Nicolai Arbo dans ses tableaux Valkyrie (1865) et Charge sauvage d'Odin (1872). Les Valkyrie sont décrites comme des guerrières vierges qui emportent les combattants morts sur le champ de bataille vers le royaume du dieu Odin,.
Ce tableau est peint durant un séjour d'Arbo à Paris, en 1864-1865 ; il s'agit vraisemblablement de la première occasion de découverte de cette figure issue de la mythologie nordique par un public parisien.

## Description

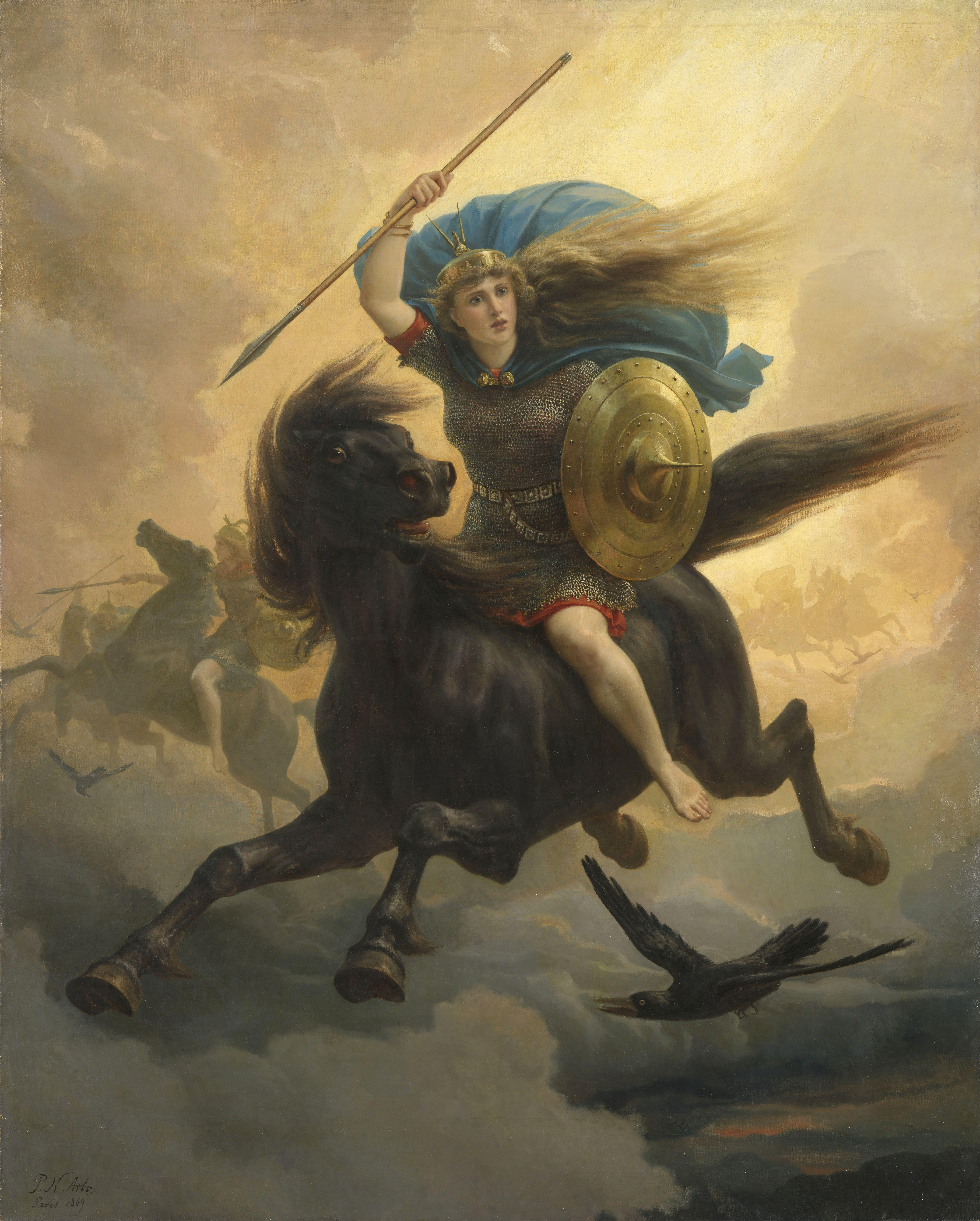
Version de 1869.

Le tableau représente une Valkyrie en arme et armure suivie par ses compagnes, montant à cheval à travers le ciel. Le galop du cheval n'est pas représenté de manière correcte, mais sous la forme fautive du « galop volant ».
Il existe une seconde version, datée de 1869.

## Parcours du tableau
Valkyrie est considéré comme l'une des deux œuvres majeures d'Arbo, avec la Charge sauvage d'Odin.
Le tableau est conservé au Nationalmuseum de Stockholm. Il est présenté dans l'exposition « Cheval en majesté » du château de Versailles en 2024.